# Rezerwat przyrody Wyspy Zawadowskie
Rezerwat przyrody Wyspy Zawadowskie – faunistyczny rezerwat przyrody utworzony w 1998 roku, położony w południowej części Warszawy (w dzielnicach Wilanów oraz Wawer), w gminie Konstancin-Jeziorna oraz na terenie miasta Józefów w województwie mazowieckim. Zajmuje powierzchnię 530,28 ha. Obejmuje wyspy, mielizny i piaszczyste łachy oraz wody płynące Wisły. Na południu graniczy z rezerwatem „Wyspy Świderskie”.
Celem utworzenia rezerwatu była ochrona ekosystemów wodnych w korycie środkowej Wisły, o charakterze naturalnym lub zbliżonym do naturalnego. Jest to miejsce gniazdowania i żerowania rzadkich gatunków ptaków oraz ostoja zwierząt związanych ze środowiskiem wodnym. Ponadto obszar ten ma duże walory krajobrazowe.
Rezerwat należy do krajowej sieci ekologicznej Econet-Polska.

## Flora
Łachy, ławice i wyspy tworzą się naturalnie w korycie rzeki, corocznie zmieniając rzeźbę i położenie. Roślinność na wyspach oraz wzdłuż brzegów Wisły to nadrzeczny las łęgowy. Szata roślinna jest zróżnicowana: od wysokopiennego łęgu z dominującymi wierzbą i topolą oraz domieszką wiązów, olszy szarej i klonu jesionolistnego, przerośniętą pnączami i roślinnością zielną, po wikliniska z podrostami drzew i nawłocią oraz inną wysoką roślinnością zielną.

## Fauna
Na łachach i wyspach znajdują bezpieczniejszą ostoję zwierzęta wypierane z brzegów rzeki. Podstawowe 6 gatunków ptaków lęgowych, dla których ochrony utworzono rezerwat, to:
- mewa śmieszka
- mewa pospolita
- rybitwa rzeczna
- rybitwa białoczelna
- sieweczka rzeczna
- sieweczka obrożna.

Ponadto na terenie rezerwatu gniazdują: brodziec piskliwy, zimorodek i tracz nurogęś, a prawdopodobnie również mewa srebrzysta i ostrygojad.
Mielizny i płycizny z żyznymi namułami są dobrymi miejscami do żerowania dla ptaków siewkowych, np. biegusa zmiennego, które zatrzymują się tu podczas migracji. Ponadto podczas przelotów i zimą pojawiają się tu (niekiedy bardzo licznie) czaple (siwe, białe i nadobne), kaczki, tracze, nury i kormorany, a także drapieżne bieliki.
Wśród lęgowych ssaków na terenie rezerwatu obserwowano: bobry, wydry, karczowniki ziemnowodne i inne. Ponadto występuje tu wiele gatunków płazów, gadów i ryb (m.in. osiągający duże rozmiary sum europejski), a z bezkręgowców m.in. motyle paź królowej i trociniarka czerwica.

## Zakazy
Na podstawie rozporządzenia powołującego rezerwat można wyróżnić następujące zakazy:
- polowania, chwytania, płoszenia i zabijania dziko żyjących zwierząt, niszczenia nor i legowisk zwierzęcych, gniazd ptasich i wybierania jaj
  - wyjątek: prowadzenie zrównoważonej gospodarki rybackiej oraz wędkowanie (tylko uprawnieni członkowie Polskiego Związku Wędkarskiego)
- pozyskiwania, niszczenia lub uszkadzania drzew i innych roślin
  - wyjątek: wycinka młodych drzew i krzewów wkraczających na otwarte przestrzenie, prowadzona zgodnie z planem ochrony
  - wyjątek: wycinanie wikliny w terminach uzgodnionych z wojewodą
- zmiany stosunków wodnych
- palenia ognisk
- zakłócania ciszy
- wysypywania, zakopywania i wylewania odpadów lub innych nieczystości, innego zanieczyszczania wód, gleby oraz powietrza
- wstępu na tereny rezerwatów przyrody, w tym zakaz poruszania się pojazdami poza drogami dopuszczonymi do ruchu
  - wyjątek: żegluga i spław, ale tylko po oznakowanym szlaku i bez możliwości przybijania do wysp, kęp i łach
  - wyjątek: prowadzenie badań naukowych za zgodą wojewody
- poboru piasku (z wyłączeniem „prac utrzymaniowych” prowadzonych przez administratora wód)

Zakazy te nie dotyczą prowadzenia akcji ratowniczych i wykonywania zadań z zakresu obronności państwa.    